# シェルビービル (インディアナ州)
シェルビービル（Shelbyville）は、アメリカ合衆国インディアナ州の都市。シェルビー郡の郡庁所在地である。人口は2万0067人（2020年）。

## 名所
- Balsarと2匹の小熊のブロンズ像 - アメリカ合衆国の小説家チャールズ・メジャーの小説『ベアーズ・オブ・ブルー・リヴァー』の登場人物。町の中心にある広場にあり、訪れる者を歓迎している。

## 姉妹都市
- 静岡県静岡市清水区蒲原（旧蒲原町）